# Max Sollmann
Max Sollmann (ur. 6 czerwca 1904 w Bayreuth, zm. 27 maja 1978 w Monachium) – oficer SS, SS-Standartenführer od 1940 szef niemieckiego stowarzyszenia Lebensborn. Sądzony przez Amerykański Trybunał Wojskowy w tzw. Procesie RuSHA, skazany na 2 lata i 8 miesięcy pozbawienia wolności,  zwolniony z obowiązku odbywania kary z powodu zaliczenia na jej poczet aresztu śledczego, w którym przebywał od 6 lipca 1945 do 10 marca 1948.
Ponownie oskarżony przed niemieckim sądem denazyfikacyjnym w Monachium w 1950 został skazany na 30 dni robót i przepadek części mienia.

## Odznaczenia[3][4]
- Krzyż Zasługi Wojennej I i II klasy z mieczami
- Złota odznaka NSDAP
- Pierścień Honorowy SS
- Brązowa Odznaka Sportowa SA
- Order Krwi